# Louis Blaringhem
Louis Florimond Joseph Blaringhem (Locon, 1 de febrero de 1878-París, 1 de enero de 1958) fue un botánico francés.

## Biografía
La familia de Blaringhem era modesta: su padre Louis fue maestro, como su abuelo; su madre, Marie Devaux, provenía de una familia de agricultores de Douvrin. Era hijo mayor de una familia de seis hijos, dos de sus hermanos fueron ingenieros, otro veterinario.
Estudió en Béthune, Lille; antes de presentarse a los concursos de la Escuela politécnica y de la Escuela Normal Superior, en 1898. Ganó las dos y optó por el segundo establecimiento, de 1899 a 1903. Se graduó en 1902, su agregación, en 1903 y el doctorado en Ciencias naturales (1907). Además, fue instructor en geología en la Escuela Normal Superior, y de botánica, entre 1904 a 1907.
En 1909, Blaringhem se convirtió en jefe de servicio del Instituto Pasteur. Enseñó en la Facultad de Ciencias de París y en el Conservatoire National des Arts et Métiers. Durante la Primera Guerra Mundial, fue a la infantería en 1914 y pasó más de un año en el frente. En 1915, trabajó en el servicio de fabricación de aviones. Recibió varias condecoraciones como la Cruz de Guerra. Después de la guerra, retomó sus funciones en el Instituto Pasteur y la Facultad de Ciencias.
En 1918, después de la muerte de su amigo, el botánico Gaston Allard, le sucedió como jefe del arboretum de Angers, que ocupó hasta su muerte.
En 1919, pasó seis meses en la Universidad de Harvard. Realizó diferentes misiones en Europa: Suecia, Países Bajos, como a EE. UU., y al Japón.
Blaringhem, especialista en genética vegetal, consideró inicialmente las teorías de la herencia Gregor Mendel (1822-1884), y con mucha reticencia para finalmente integrarlos plenamente en su docencia como en sus investigaciones. Fue el primer francés que desarrolló las aplicaciones de la genética en las Ciencias agronómicas, contribuyendo en particular en la mejora cultural de diversos tipos de cereales.
En 1928, fue elegido miembro de la Academia de las Ciencias francesa. Blaringhem fue autor de más de trescientos títulos.

## Reconocimientos
- Presidente de la Société Botanique de France, en el periodo 1930